# Burghard Breitner

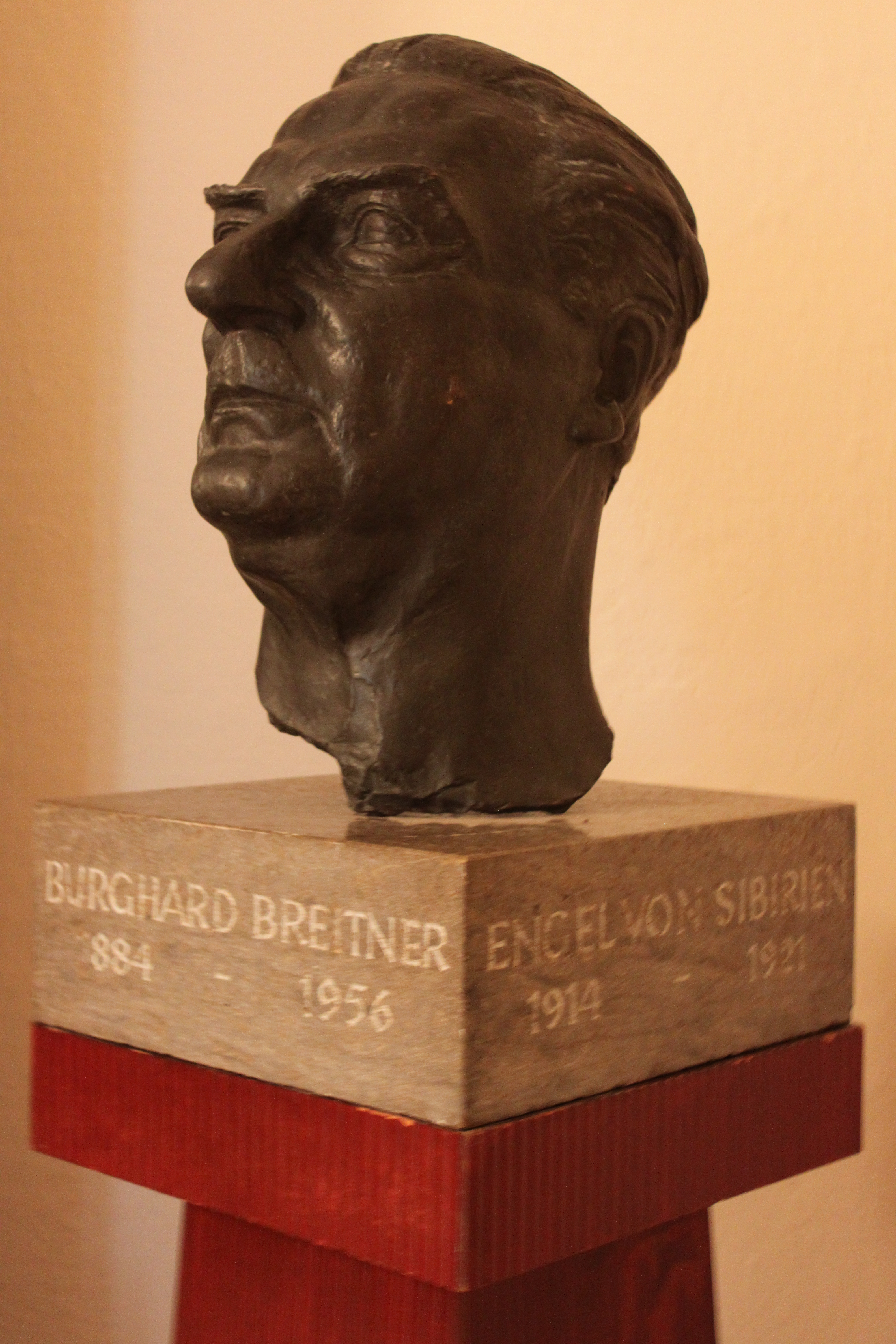
Burghard Breitner, Plastik im Stiftsmuseum Mattsee

Burghard Breitner (* 10. Juni 1884 in Mattsee; † 28. März 1956 in Innsbruck) war ein österreichischer Chirurg, Hochschullehrer und Autor.

## Leben
Breitner war Sohn des Schriftstellers und Archäologen Anton Breitner. Er besuchte die Volksschule in Mattsee und das Akademische Gymnasium Salzburg. Er war literarisch interessiert und verehrte Joseph Victor von Scheffel. Während seiner Gymnasialzeit erschien in der Grazer Studentenzeitschrift Jungbrunnen sein erstes Gedicht unter dem Pseudonym „Bruno Sturm“.

### Jugend

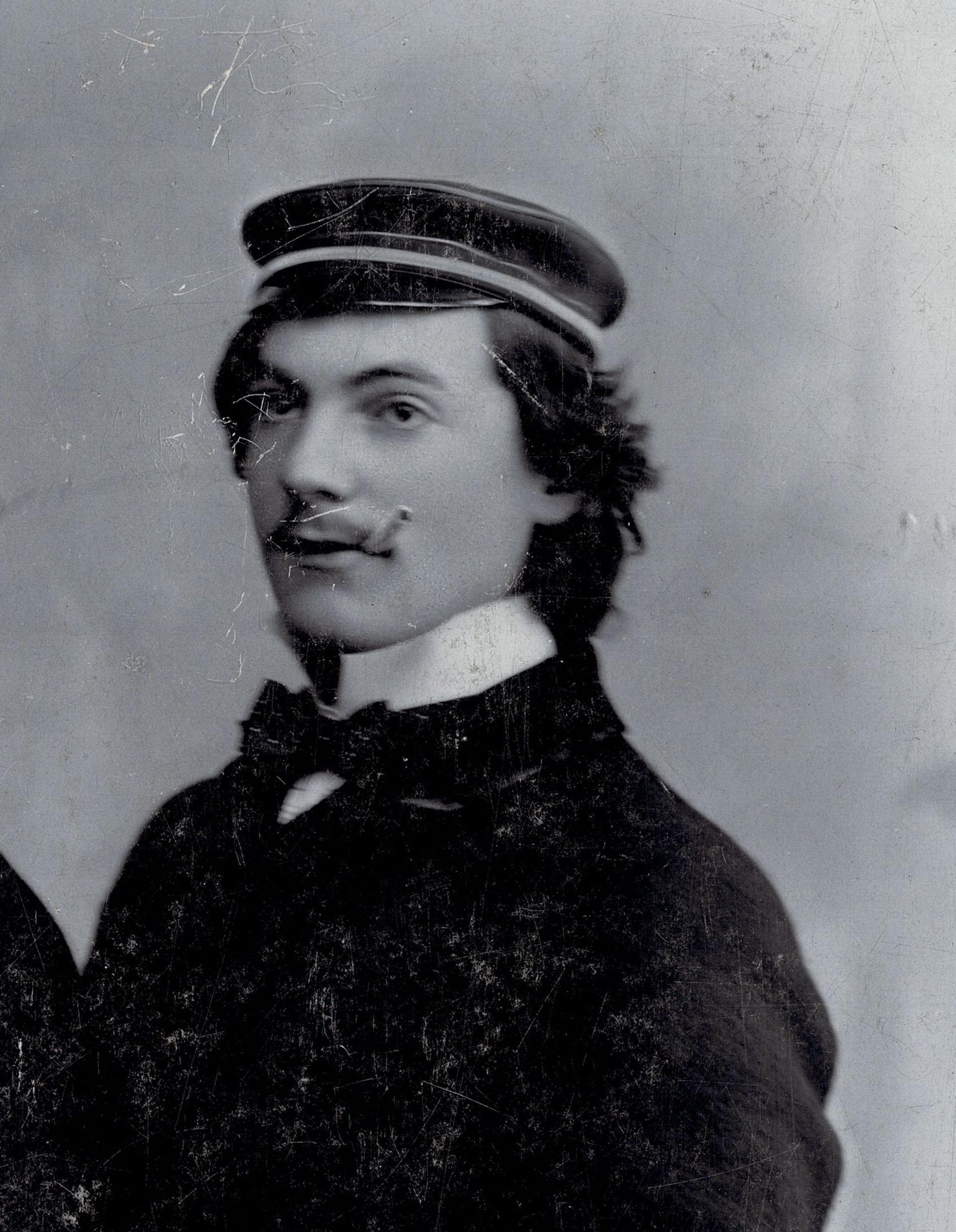
Breitner als Vandalenfuchs (1903)

1901 begann er in Graz ein Medizinstudium. Am 21. November 1902 wurde er Fuchs im Corps Vandalia Graz. Als solcher schied er am 5. Juli 1903 aus. Er wurde Dramaturg des Schauspielhauses Graz und inszenierte mit Erfolg einige Stücke. Er schwankte zwischen den Berufen Schriftsteller und Arzt. Er schrieb mehrere Theaterstücke und Schriften unter erwähntem Pseudonym. Seine Werke sind vergessen, der Stil ist für heutiges Empfinden schwülstig. 1904/05 bestand er das erste Rigorosum, dann folgte die erste Hälfte des einjährigen Militärdienstes bei den K.u.k. Kaiserjägern. Mit Beginn der klinischen Semester wandte er sich endgültig dem Medizinstudium an der Christian-Albrechts-Universität zu Kiel und der Universität Wien zu. Da er alle Prüfungen mit Auszeichnung bestand, schloss er das Medizinstudium sub auspiciis Imperatoris ab.

### Chirurgie und Sibirien
Mit 1. Oktober 1909 wurde Breitner von Anton von Eiselsberg als Operationszögling in die I. Chirurgische Universitätsklinik Wien aufgenommen. Er nahm 1912/13 am Ersten Balkankrieg teil und erwarb sich erste kriegschirurgische Kenntnisse. 1913 wurde er Assistenzarzt bei von Eiselsberg. Vom Beginn des Ersten Weltkrieges begeistert, fuhr Breitner mit der Bahn in die Schlacht in Galizien. Er machte die katastrophal endende Offensive mit und wurde schon in den ersten Kriegswochen Kriegsgefangener der Kaiserlich Russischen Armee. Er kam in ein Kriegsgefangenenlager in Nikolsk-Ussuriski nördlich von Wladiwostok. Sechs Jahre wirkte er dort als Lagerarzt. Im Juni 1920 wurde das Lager von einem Spitalschiff erreicht, so dass Breitner seine Arbeit beenden und 1920 heimkehren konnte. Bei seiner Rückkehr nach Österreich wurde er als „Engel von Sibirien“ gefeiert. Er ging wieder zu v. Eiselsberg und habilitierte sich 1922 bei ihm. Vandalia Graz verlieh ihm am 27. Februar 1922 als Altem Herrn das Band. 1927 wurde er zum a.o. Professor ernannt. Bei der Neubesetzung von Lehrstühlen wurde er nicht berücksichtigt. 1929 wurde er Primararzt im Wiener Spital der Rudolfstiftung.

### Lehrstuhl in Innsbruck
Zum 1. Oktober 1932 wurde er Vorstand der Chirurgischen Universitätsklinik in Innsbruck. 1952/53 war er Rektor der Universität Innsbruck. Sein Ordinariat fiel in eine Übergangszeit der Chirurgie. Die Zeit, in der man die ganze Chirurgie beherrschen konnte, ging zu Ende. Breitner sandte Mitarbeiter ins Ausland. Er verfasste über 200 wissenschaftliche Arbeiten. Er erkannte die Bedeutung von Bluttransfusion, Sexualmedizin und Sportmedizin. Breitner genoss internationales Ansehen und wurde zu zahlreichen Vorträgen im Ausland eingeladen. Bekannt war er vor allem durch seine Arbeiten über die Struma. Über seine Einladungsreise in die Vereinigten Staaten (1928) berichtet er in seinem Buch Mormonen und Medizinmänner (1930).

### Politische Tätigkeit

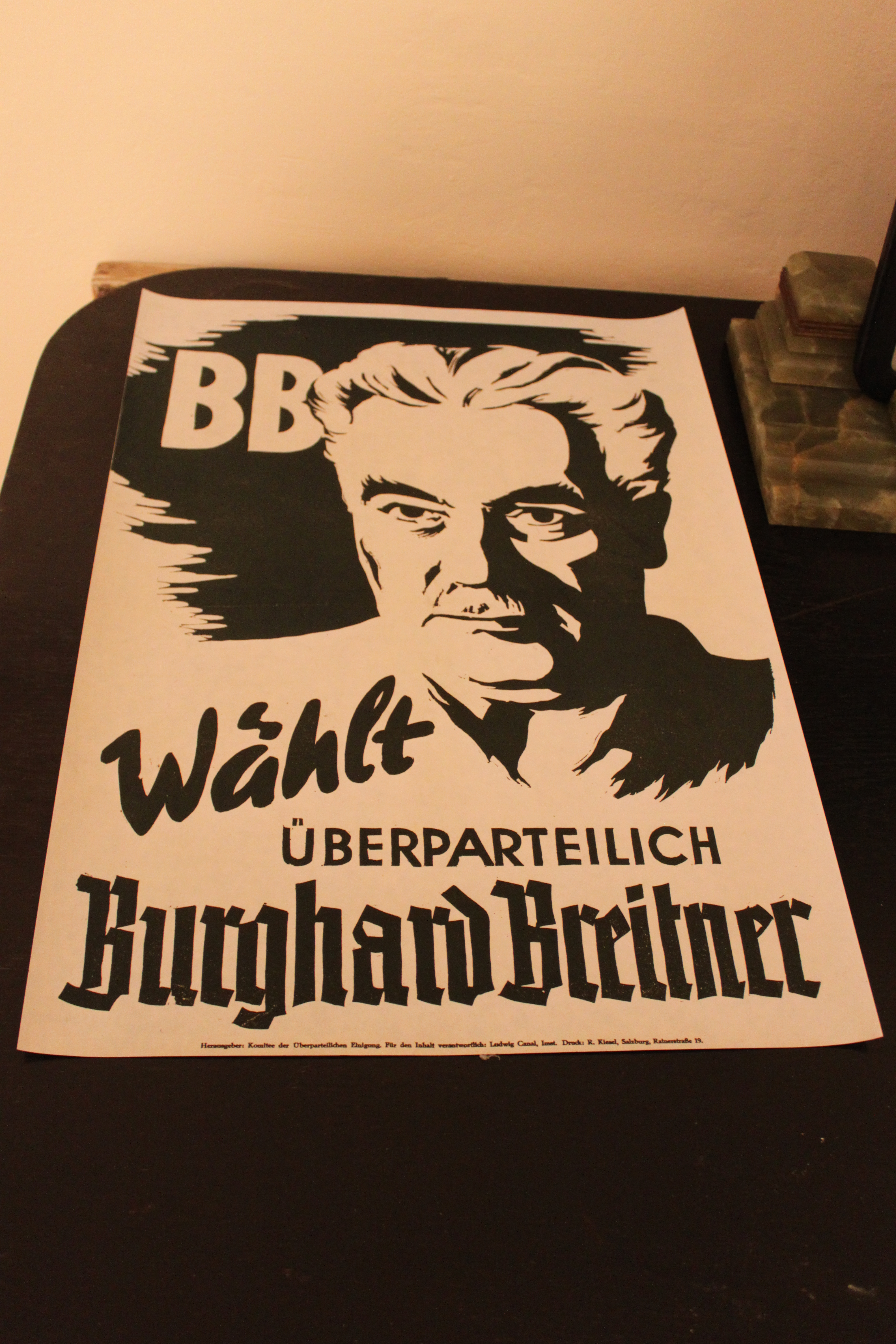
Wahlplakat 1951

Deutschnational orientiert, trat Breitner 1932 in die Nationalsozialistische Deutsche Arbeiterpartei ein. Nach dem Verbot der NSDAP im Ständestaat (Österreich) trat er aus der Partei aus. Nach dem Anschluss Österreichs 1938 konnte er den Ariernachweis nicht erbringen, weil die Herkunft seiner Großmutter väterlicherseits nicht zu klären war. Er beantragte am 16. Dezember 1938 die Aufnahme in die NSDAP und wurde am 1. Dezember 1939 aufgenommen (Mitgliedsnummer 7.292.580).
1940–1945 war Breitner offiziell zu an der Innsbrucker Universitätsklinik durchgeführten Zwangssterilisationen vom NS-Regime ermächtigt und damit für diese verantwortlich.
In der Nachkriegszeit in Österreich wurde
Breitner vom Verband der Unabhängigen als parteiungebundener Kandidat für die Bundespräsidentenwahl in Österreich 1951  aufgestellt. Er erzielte 15,4 % der Stimmen und war damit hinter dem SPÖ-Kandidaten Theodor Körner und dem ÖVP-Kandidaten Heinrich Gleißner Drittgereihter.
Burghard Breitner ist auf dem Innsbrucker Westfriedhof beigesetzt.

## Funktionen
- Präsident des Österreichischen Zentralverbandes für das Rettungswesen (1922)
- Beratender Chirurg der Wehrmacht (ab 1938)
- Präsident des Österreichischen Roten Kreuzes (1950)
- Präsident der Internationalen Paracelsus-Gesellschaft (1953)

## Ehrungen

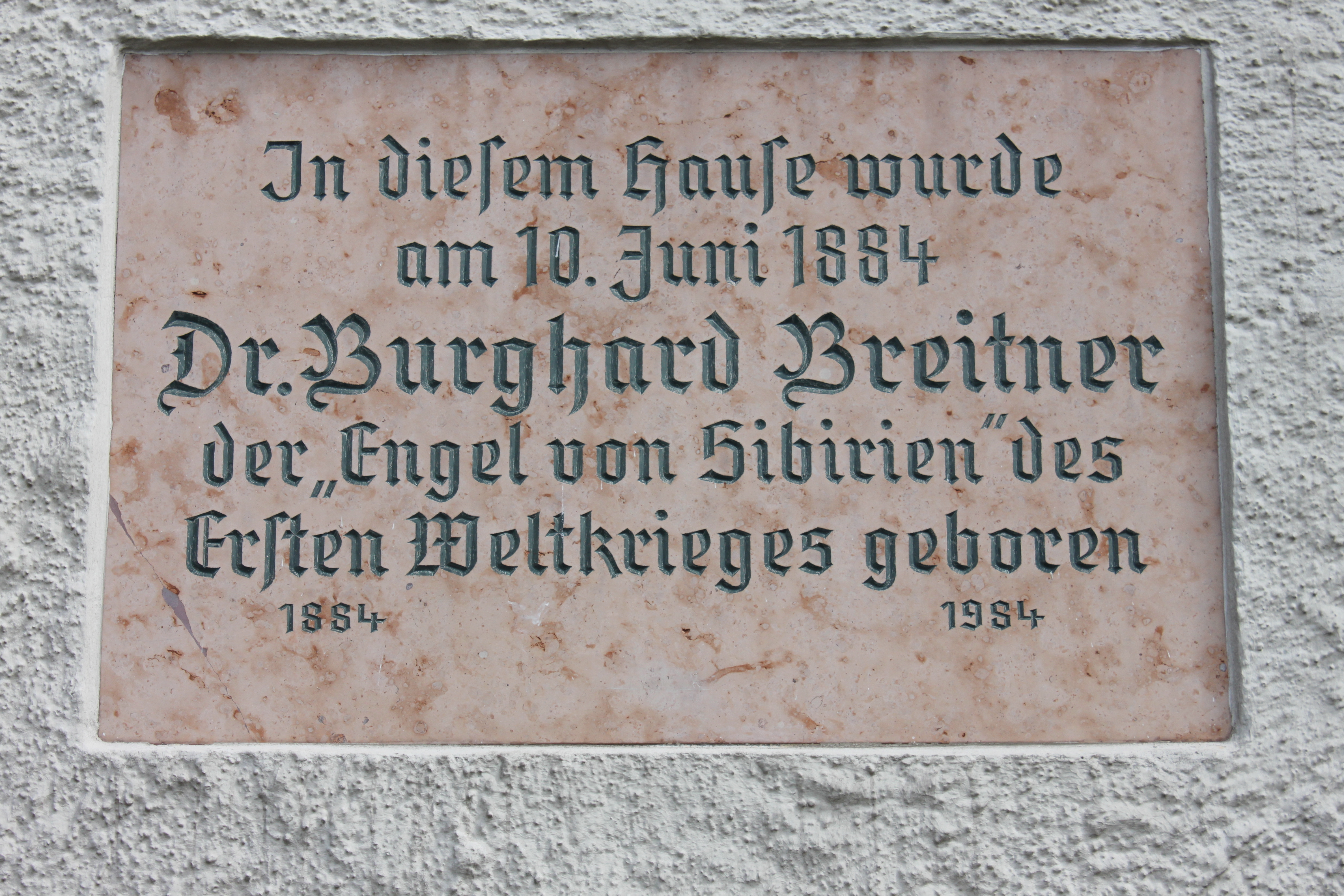
Engel von Sibirien – Gedenktafel am Geburtshaus

- Gedenkraum  im Stiftsmuseum Mattsee
- Ehrenbürger der Stadt Salzburg
- Burghard-Breitner-Preis des Rings Freiheitlicher Wirtschaftstreibender
- Großes Silbernes Ehrenzeichen für Verdienste um die Republik Österreich (1954)[7]
- Burghard-Breitner-Straße in Innsbruck
- Burghard-Breitner-Weg in Mattsee

## Werke
Die Deutsche Nationalbibliothek verzeichnet 47 Schriften.
- Sibirien. 1914–1920. Unverwundet gefangen. Darmstadt/Leipzig 1935.[8]
- Mormonen und Medizinmänner. Wien 1930.
- Hand an zwei Pflügen. Innsbruck 1958.
- Breitner Chirurgische Operationslehre, Referenzwerk. Die inzwischen 14 Bände sind zuletzt 2008 als DVD erschienen.